# Євангеліє Мугні

Мініатюра з зображенням сцени Стрітення, 13 сторінка

Євангеліє Мугні (або Мугнінське Євангеліє) — один з найбільш високохудожніх вірменських ілюстрованих рукописів XI століття. Приблизно датується 1060 роком. Зберігається в Матенадарані, Єреван (MS 7736).
Рукопис має розміри 42х32 см і містить 382 сторінок (378 на пергаменті, 4 на папері). Палітурка книги виготовлена з дерева, обтягнута червоним оксамитом і орнаментована сріблом та позолотою. Перший рядок кожного Євангелія виконаний золотом, початкові літери пишно декоровані. Відзначають, що книга виглядає дещо перенавантаженою мініатюрами і декором. Інтенсивні кольори, виразні постаті і нереальне архітектурне тло відрізняють рукопис від більш стилізованої і декоративної візантійської манери книжкової мініатюри.
На думку В. М. Лазарєва, монументальні мініатюри Євангелія Мунгі виконав фрескіст. Для них характерна енергійна манера, близька до стилю каппадокійських розписів.